# Трейсі Грінвуд
Трейсі Грінвуд (англ. Tracey Greenwood; нар.?, Клеймонт, штат Делавер, Сполучені Штати Америки) — професійна американська бодибілдерка, має професійний статус IFBB.

## Біографія
Бодибілдингом зацікавилася в підлітковому віці в середній школі. До рук Трейсі потрапляє примірник Muscle & Fitness, де вона бачить популярних на той час бодибілдерок: Корі Еверсон, Тоня Найт і Рейчел МакЛіш. Саме вони надихнули Грінвуд на заняття бодибілдингом і фітнесом. Свою першу перемогу здобула в 1997 році на Європейському змаганні з фітнесу. Заробляла любительськими виступами аж до 2001 року, коли зайняла 2 місце в NPC USA і отримала картку професіонала.
Окрім участі в конкурсах з бодибілдингу, задіяна в просуванні фітнесу. Спонсорує власний конкурс (Tracey Greenwood Fitness and Figure Classic), також виконує роль судді.

## Виступи
- 1997 Pittsburgh NPC Fitness Championships — 4
- 1997 Europa NPC Fitness Championships — 1
- 1998 New Jersey Gold's Classic — 1
- 1999 North American Championships — 3
- 2000 NPC USA Championships — 9
- 2000 Team Universe Championships — 5
- 2000 NPC Pittsburgh Amateur — Overall champion
- 2000 NPC National Championships — 4
- 2001 NPC USA Championships — 2 (отримала картку професіонала)
- 2002 IFBB Southwest Pro — 9
- 2002 IFBB Atlantic States — 9
- 2002 Carl van Vechten Fitness Championships — 19
- 2002 Jan Tana Classic (now defunct) — 3
- 2002 Fitness Olympia — 7
- 2003 Fitness International — 6
- 2003 Night of Fitness — 5
- 2003 Jan Tana Classic (now defunct) — 1
- 2003 Fitness Olympia — 4
- 2003 GNC Show of Strength — 6
- 2004 Fitness Olympia 5
- 2005 Europa Supershow Champion
- 2005 Fitness Olympia — 4
- 2005 Bulk Nutrition — 2
- 2006 Fitness Olympia — 5
- 2007 Fitness International — 6
- 2007 Нью-Йорк Про — 1
- 2007 Atlantic City Pro — 1
- 2008 Europa Supershow Champion